# Nathalie Schraen-Guirma
Nathalie Schraen-Guirma, née le 8 juin 1979, est animatrice de télévision, de radio et de blog et productrice franco-rwandaise. Depuis la rentrée 2012, elle anime des chroniques liées à sa passion pour les territoires, le monde rural, les traditions, la gastronomie et tout ce qui caractérise l’identité d’un lieu. Ceci d’abord sur les télévisions publiques françaises et depuis 2021 également sur la chaîne publique belge RTBF.

## Biographie

### Jeunesse et famille
Nathalie est née à Kigali au Rwanda et a passé son enfance dans différents pays d’Afrique (Rwanda, Mauritanie, Guinée, Côte d'Ivoire, Cameroun) au gré des affectations de son père, conseiller culturel pour le ministère français des Affaires étrangères, avant de venir vivre en France pour les études supérieures. Elle est diplômée du master de Science Po Paris en Études et Stratégie Marketing (sous la direction de Dominique Reynié).

### Années 2000
En septembre 2004, elle intègre France télévisions après un passage à la SOFRES MEDIA. Elle restera 6 années dans le département des études marketing de la Holding de France Télévisions en tant que chargée d’études, puis responsable d’études pour les chaînes TNT du groupe.[réf. souhaitée]

### Années 2010
En 2010, elle rejoint les magazines de France 3 en tant que conseillère de programmes, où elle a notamment participé au lancement de l’émission quotidienne Midi en France ou encore à la collection de portraits « Emmenez moi » avec Laurent Boyer.
En 2012, elle rejoint la société de productions RetG productions et l’équipe de chroniqueurs de l’émission quotidienne Midi en France sur France 3 , diffusée sur France 3 du 31 janvier 2011 au 23 juin 2019. Elle y animait une chronique sur le « Made in France » avec, comme mot d’ordre, de mettre en avant la richesse des savoir-faire en France et surtout ceux qui ont réussi le pari du Made in France.
En décembre 2014, elle crée son blog « Nathalie & les ambassadeurs du Made in France », pour continuer, sur la toile, le travail entrepris à l’antenne.
En 2016, elle est l'une des présentatrices de l'émission Brest 2016 consacrée aux Fêtes Maritimes Internationales de Brest et diffusée le 15 juillet sur France 3.
Le 5 septembre 2016, elle entame sa 5e saison de chroniqueuse de Midi en France.
À compter du 21 octobre 2016, elle anime les 8 épisodes de la série "Sur les routes mythiques de France" diffusée sur la chaîne Voyage. Chaque épisode permet à une personnalité de confier les réflexions et les souvenirs que lui évoquent les paysages parcourus,,.
Le 23 novembre 2016, elle est "Grand Témoin" à la rencontre parlementaire, organisée au Sénat par le label Entreprise du patrimoine vivant.
À compter du 15 janvier 2017, elle anime sur Sud Radio l'émission hebdomadaire "C'est ça la France" consacrée aux entreprises françaises ayant fait le pari du "Made in France".
Le 15 février 2017, elle présente la chronique "Les épées des académiciens" dans le cadre de l'émission Visites Privées sur France 2.
Dès septembre 2017, elle présente « Les chemins Nathalie », nouveau magazine de découverte diffusé sur France 3 Centre-Val de Loire et France 3 Pays de la Loire, tout en assurant sa 6e saison de chroniqueuse de Midi en France.
Elle poursuit également l'animation de l'émission "C'est ça la France" sur Sud Radio.
Les 14 et 15 septembre à Reims, elle assure l'animation des débats organisés dans le cadre des "Assises du Produire en France".
Le dimanche 26 novembre, elle participe à l'animation de l'émission "3, 2, 1... Lumières sur Noël" sur France 3.
Du 19 janvier au 2 mars 2018, elle anime la deuxième saison de la série "Sur les routes mythiques de France" diffusée sur la chaîne Voyage.
Depuis 2018, elle est chroniqueuse de Télématin avec la rubrique Changement de vie.
Lundi 2 décembre 2019, Agnès PANNIER-RUNACHER annonce la composition du comité de sélection des 101 objets fabriqués en France qui seront exposés au public les 18 et 19 janvier 2020 au Palais de l’Elysée,.

### Années 2020
Le 8 janvier 2020, premier épisode de la saison 3 de la série "Sur les routes mythiques de France" sur la chaîne Voyage.
À partir de février 2021, elle anime la chronique "trésors de France" dans la quotidienne sur France 5.
Dès le 6 décembre 2021, elle anime "Quel temps" sur La Une de la RTBF en alternance avec Jonathan Bradfer et sera en charge de l'émission "Les Ambassadeurs" toujours sur la RTBF à partir du printemps 2022.
Dès le samedi 26 mars 2022, elle nous emmène à la découverte de nos territoires.